# Francesco Alfonso Donnoli
Francesco Alfonso Donnoli (Montalcino, 21 marzo 1635 – Padova, 6 gennaio 1724) è stato uno scrittore, poeta e insegnante italiano.

## Biografia
Francesco Alfonso Donnoli, figlio di Andrea, nacque a Montalcino il 21 marzo 1635. Condusse i suoi studi a Siena, dove grazie a Niccolò Piccolomini, professore all'Università, ottenne la Laurea dottorale di medicina, il 14 novembre 1657. Si spostò prima in Friuli, poi a Venezia, ma sappiamo anche che viaggio a Roma e Napoli. In Friuli fu protetto dal Patriarca di Aquileia Giovanni Dolfin (1617-1699). Fu invitato poi dal cardinale Girolamo Farnese al suo servizio come medico. Ma mentre Donnoli si stava preparando a partire, il cardinale morì improvvisamente, il 18 febbraio 1668. Iniziò a insegnare all'Università di Padova alla cattedra di Medicina teorica in secundo loco, e poi nel 1702, passo alla cattedra di Medicina teorica straordinaria in primo loco. Di lui abbiamo la lezione inagurale stampata nel 1682, ma anche quella del 1685. Fu membro dell'Accademia dei Ricovrati. Francesco, insieme a Omobono Pisoni, era uno degli esponenti dell’empirismo filo-galenico, dunque non vedeva bene le novità della medicina sperimentale di Domenico Guglielmini, di Giovanni Battista Morgagni e di Antonio Vallisneri. Il Donnoli era un tradizionalista tanto da indicare che si dovesse “sostenere la nostra antica medicina, la nostra antica filosofia, per tenerci in Italia le nostre scuole diverse dalle loro". Morì a Padova, a seguito di una paralisi, il 6 gennaio 1724. Fu sepolto nella Chiesa di San Francesco grande, fra gli altari di S.Antonio e di S.Carlo (ad indicare la tomba vi è un'iscrizione). Il Donnoli durante la sua vita si sposò e da questo matrimonio ebbe 4 figli (due maschi e due femmine): nelle femmine, una si è fatta suora nel monastero di S.Maria Mater Domini, l'altra ha condotto una vita da celibe; nei maschi il maggiore, Giovannandrea-guasparri insegnò legge nella stessa Università, mentre il minore, Stefano-lattanzio, insegnò medicina sempre a Padova.

## Le opere
Il Donnoli scrisse molte opere nella sua vita, di cui molte di queste sono in dedica a personaggi potenti dell'epoca. Al Patriarca di Aquileia Giovanni Dolfin, suo protettore, dedicò le "Poesie liriche" (1669). A Venezia pubblicò "Il medico pratico, cioè Della vita attiua, con la quale può regolarsi ogni medico, che intende professar medicina pratica"(1666) dedicato al Granduca di Toscana Ferdinando II de’ Medici, e il  "De iis, qui semel in die cibum capiunt liber" (1674) per Cosimo III de’ Medici. Scrisse poi parecchie opere di carattere encomiastico e celebrativo: l’Oda (1677) al re di Francia Luigi XIV, l’Oda (1688) a Cosimo III de’ Medici che era di passaggio per Padova, Il caduceo tra le rose (1703) per Francesco Loredan, e molte altre. Scrisse anche il melodramma "La Danae" (1680) ed un'opera religiosa, "Il Giobbe toscano" (1708), dedicato al papa Clemente XI. Tra le opere relative a Padova si segnala quella scritta in occasione del compimento della cappella del Santissimo Sacramento nella cattedrale di Santa Maria Assunta "Per la nuova cappella del ss.mo sagramento del duomo della città di Padova..."(1704). Lo scontro tra empiristi e razionalisti accese gli animi, tanto che Francesco pubblicò la "Bellum civile medicum prolusio" (1705), accennando al "De bello civili" di Giulio Cesare.